# Dichanthium mucronulatum
Dichanthium mucronulatum är en gräsart som beskrevs av Pieter Jansen. Dichanthium mucronulatum ingår i släktet Dichanthium och familjen gräs. Inga underarter finns listade i Catalogue of Life.